# Bento Pereira
Bento Pereira (* 1605 in Borba; † 4. Februar 1681 in Lissabon) war ein portugiesischer Jesuit, Theologe, Romanist und Lexikograf.

## Leben und Werk
Pereira trat 1620 in den Jesuitenorden ein und lehrte an der Universität Évora. Er war Rektor des Irischen Kollegs in Lissabon und Mitarbeiter des Pater General der Jesuiten.
Die Romanistik kennt Pereira als wichtigen Lexikografen des Portugiesischen chronologisch zwischen Agostinho Barbosa und Rafael Bluteau.
Bento Pereira ist nicht zu verwechseln mit dem spanischen Jesuiten Benedict Pereira (1536–1610).

## Werke

### Sprachwissenschaft
- Prosodia in vocabularium trilingue, Latinum, Lusitanicum, & Hispanicum digesta, Évora 1634, 566 Seiten, zweispaltig, 1653 (lateinisch-portugiesisch-spanisch)
- Tesouro da língua portuguesa, Lissabon 1647, 194 Seiten, 1670 (portugiesisch-lateinisch)
- Florilegio dos modos de fallar, e adagios da lingoa Portuguesa. Dividido em duas partes. Em a primeira das quaes se poem pella ordem do alphabeto as frases portuguesas, a que correspondem as mais puras, & elegantes latinas. Na segunda se poem os principaes adagios portugueses, com seu latim prouerbial correspondente. Pera se aiuntar a Prosodia, & Thesouro portugues, como appendiz, ou complemento, Lissabon 1655 (portugiesisch-lateinisch)
- Prosodia in Vocabularium trilingue, Latinum, Lusitanicum, Castellanicum, digesta ... Opus hac tertia editione ... locupletatum, Lissabon 1661, 1669, 1674, 1683, 1697, 1711, 1723, 1732, 1741, 1750 (teilweise einschließlich des Tesouro von 1647 und des Florilegio von 1655)
- Regras gerays, breves, & comprehensivas da melhor ortografia. Com que se podem evitar erros no escrever da lingua latina, & portugueza. Para se ajuntar à Prosodia, Lissabon 1666
- Ars grammaticae pro lingua lusitana addiscenda latino idiomata proponitur, Lyon 1672 (323 Seiten)

### Weitere Werke
- Pallas togata et armata, Évora 1636
- Academia seu res publica litteraria, Lissabon 1662
- Promptvarivm jvridicvm, Lissabon 1664, Évora 1690
- Elucidarium Sacrae Theologiae Moralis, Évora 1668, 1678, 1703, Coimbra 1744